# Friedrich Alwin Schade
Friedrich Alwin Schade (* 10. April 1881 in Putzkau, Königreich Sachsen; † 23. Februar 1976 ebenda) war ein bedeutender sächsischer Botaniker, Lehrer am Kreuzgymnasium in Dresden und Ehrendoktor der Technischen Universität Dresden.

## Leben und Beruf
Schades Vater Friedrich Moritz Emil Schade war Gartennahrungsbesitzer in Putzkau. 1893 machte Schade die Aufnahmeprüfung für die Quinta des Gymnasiums in Bautzen, 1899 wechselte er nach Freiberg und legte 1901 das Abitur ab. Ab dem Sommersemester 1901 studierte an der Universität Leipzig Biologie, Chemie und Geographie. Dort gehörte er ab 15. April 1901 der Leipziger Burschenschaft Dresdensia an. Ab 1906 war er als Lehrer an der Kreuzschule in Dresden tätig, wo er 1915 zum Studienrat für Botanik, Zoologie und Anthropologie ernannt wurde.
Er promovierte 1911 bei Professor Stahl in Jena über „Pflanzenökologische Studien an den Felsen der Sächsischen Schweiz“.
Im Ersten Weltkrieg wurde Schade 1916 eingezogen und geriet 1918 in englische Kriegsgefangenschaft, aus der er 1919 entlassen wurde. Nach dem Tod Bernhard Schorlers 1920 war Schade vorübergehend unter Oscar Drude Kustos am Botanischen Institut der Technischen Hochschule Dresden.
Schon als Schüler hatte Schade ein Phanerogamenherbar. Später wandte er sich den Lebermoosen und Flechten zu. In Dresden hielt er enge Kontakte zu Emil Stolle, Ernst Riehmer und Erich Winter, mit denen er in der Naturwissenschaftlichen Gesellschaft Isis Mitglied war.
Schade brachte viele Schriften über die kryptogamische Erforschung der Lausitz heraus. Kontakte bestanden zu Mönkemeyer in Leipzig und Karl Müller.
Seine Sammlungen (Herbar) und seine Bücher wurden 1945 bei einem Luftangriff auf Dresden zerstört, einschließlich der entliehenen Proben.

„Beim 3. Angriff am 14.02.1945 mittags war unser Haus nicht mehr zu retten, es brannte aus bis in den Keller hinab. Bis auf einen Handwagen, zwei Luftschutzkoffer und Rucksäcke, ein Gedeck Betten und einige Kleidungsstücke ist alles restlos verbrannt: Bücherei, Separate, Herbarien (…) Mikroskop, sonstige Apparate usw.usw.“

Mit seiner Frau schlug er sich nach Putzkau durch, wo sein Haus ebenfalls total ausgebrannt und vernichtet war. Nur das Gartenhaus blieb erhalten. 
Nach dem Zweiten Weltkrieg konnte er seine Sammlungen wieder aufbauen durch die großzügige Schenkung von Herbert Schindler, der in den Westen gegangen war. Heute befinden sich seine Sammlungen im Museum für Naturkunde in Görlitz.
Von 1946 bis 1951 blieb Schade trotz des erreichten Rentenalters im Schuldienst. Dabei war er seit 1947 Schulleiter in Putzkau. Einen Ruf für Forstbotanik an die Fachhochschule Tharandt 1946 hat er abgelehnt. Am 6. Juni 1966 wurde Schade die Ehrendoktorwürde der Technischen Universität Dresden auf Beschluss der Fakultät für Mathematik und Naturwissenschaften verliehen:
„In Würdigung seiner hervorragenden Arbeiten auf dem Gebiete der Kryptogamen(=Sporenpflanzen)kunde, insbesondere der Lichenologie (Flechtenkunde).“
Am 23. Februar 1976, 6 Wochen vor seinem 95. Geburtstag, starb Friedrich Alwin Schade an den Folgen eines Oberschenkelhalsbruches.

## Familie
Schade heiratete 1911 Charlotte Büttner-Wobst, die Tochter seines älteren Kollegen Theodor Büttner-Wobst. Schade hatte einen Sohn und eine Tochter. Sein Schwiegersohn und Sohn fielen im Zweiten Weltkrieg. Seine Tochter hat später in Augsburg gewohnt.

## Ehrungen
In Schmölln-Putzkau wurde nach ihm die Dr-Alwin-Schade-Grundschule benannt.

## Schriften (Auswahl)
- Pflanzenökologische Studien an den Felswänden der Sächsischen Schweiz 1913.
- Über den mittleren jährlichen Wärmegenuß von Webera mutans Hedw. und Leptoscyphus taylori Mitt. im Elbsandsteingebirge Berlin 1917.
- Die Lebermoosflora der Oberlausitz Isis Bautzen 1921
- Die kryptogamischen Pflanzengesellschaft an den Felswänden der Sächsischen Schweiz 1924
- Die Lebermoose Sachsens Isis Dresden 1924
- Bemerkungen zu Warnsdorfs Arbeit über „Die europäischen Artgruppen der Gattung Calypogela Raddi“ (1829) Hedwigia 65 1925.
- Über den Wärmegenuß einiger Moose und Flechten am Valtenberg Isis Dresden 1929
- Oscar Drude Isis Dresden 1933
- Die krybtogamische Pflanzenwelt an den Felswänden des Elbsandsteingebirge und ihre Lebensbedingungen 1934
- Nachträge zum Standortsverzeichnis der Lebermoose Sachsen nebst einigen kritischen Bemerkungen Isis Dresden 1936
- Beiträge zur Kryptogamenflora der Ostseeküste von Vorpommern 1939
- Gottlob Heinrich Bock und Friedrich Weinhold Roding. Leben und cryptogamische Hinterlandschaft zweier sächsischer Floristen aus der Zeit um 1800 Leipzig 1958.
- Zur Erinnerung an Emil Stolle einem hervorragenden Kryptogamenforscher Dresden 1960